# Klein Glienicke
För andra betydelser, se Glienicke.

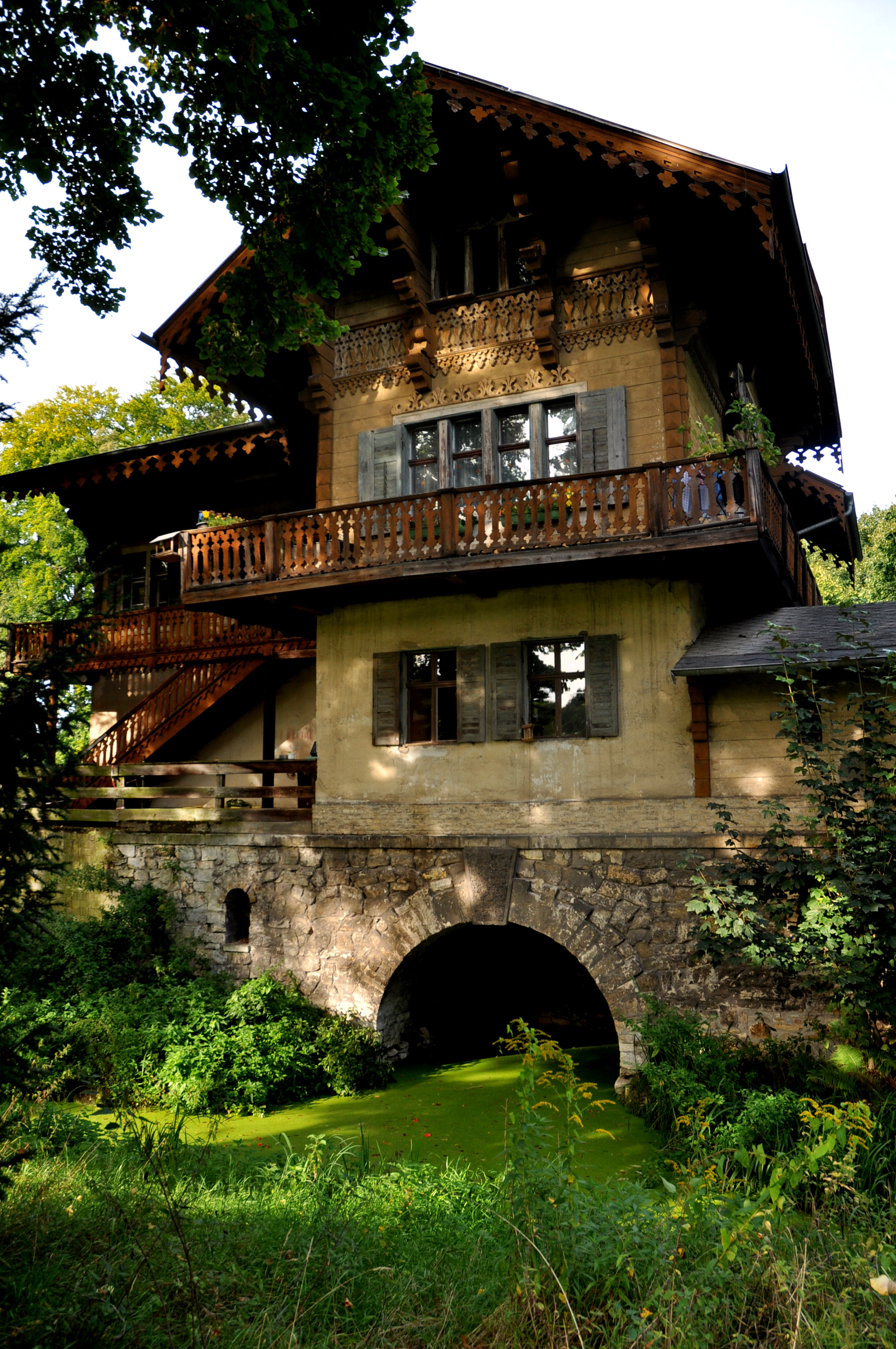
Schweizerhus från 1800-talet i Klein Glienicke.

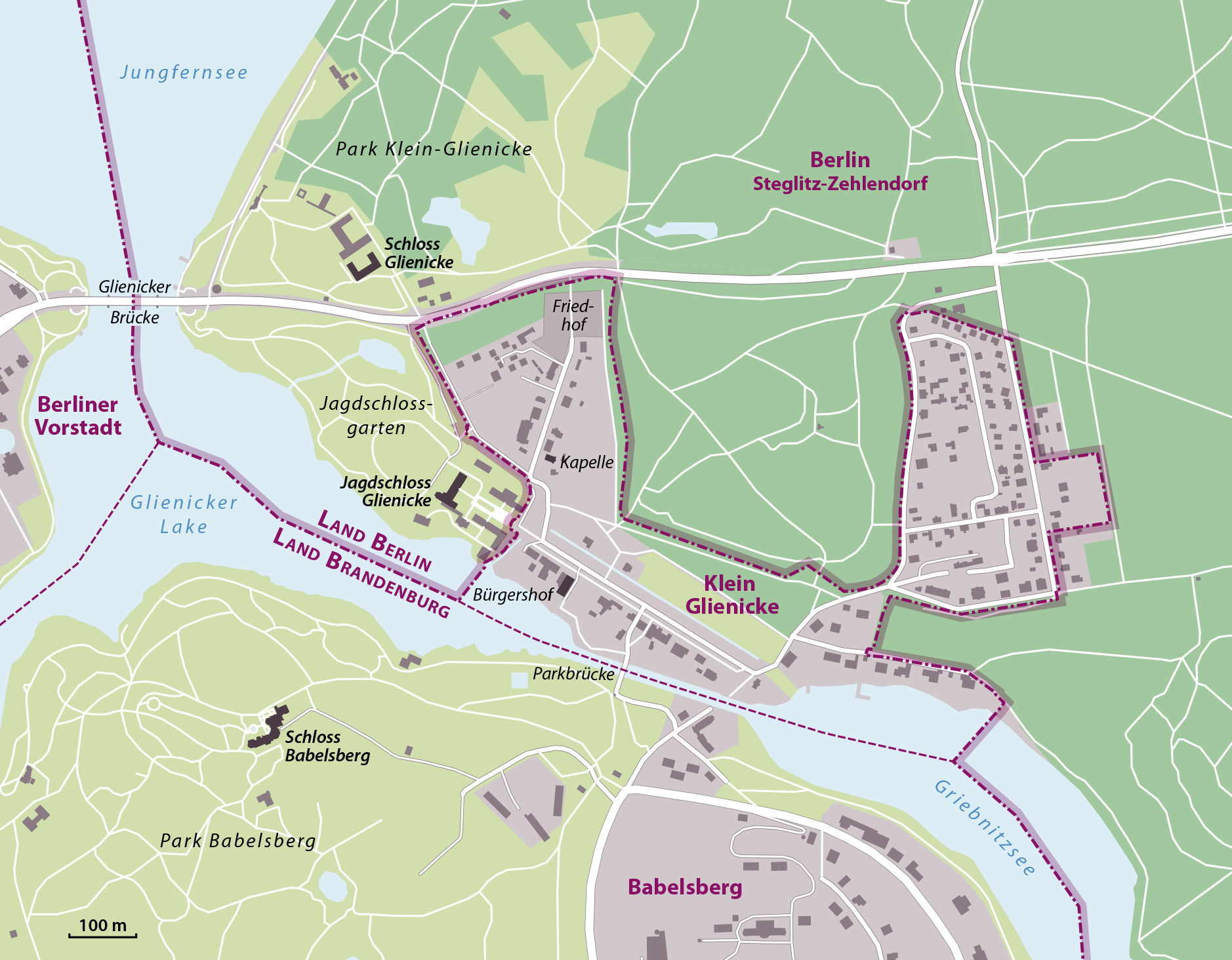
Karta över Klein Glienicke med omgivningar.

Klein Glienicke är ett bostadsområde i staden Potsdam i Brandenburg, Tyskland, tillhörande stadsdelen Babelsberg.

## Historia
Klein Glienicke grundades som en by på medeltiden och omnämns första gången i kejsar Karl IV:s landbok från 1375. Under andra halvan av 1800-talet bebyggdes området med villor i schweizerstil, ritade av arkitekten Ferdinand von Arnim (1814–1866). Byn administrerades separat från godsdistriktet för Schloss Glienicke och Jagdschloss Glienicke som ligger direkt nordväst om Klein Glienicke, och slogs därför vid Stor-Berlins bildande 1920 inte ihop med Berlin, utan hörde istället till Neubabelsberg, som blev del av Babelsberg 1938 och slutligen Potsdam 1939. Klein Glienicke är därmed den enda del av Potsdam som ligger norr om Teltowkanalen.
Vid Berlinmurens uppförande kom Klein Glienicke att skiljas från det angränsande Berlin. Då den enda vägbron över Teltowkanalen förstörts 1945, gick den enda förbindelsen mellan Babelsberg och Klein Glienicke över gångbron Parkbrücke, och Klein Glienicke blev avspärrat skyddsområde som krävde särskilt besökstillstånd. Fram till 1971 låg tre mindre exklaver av Västberlins territorium i Klein Glienicke. Dessa införlivades i Östtyskland 1971 då man av praktiska skäl genomförde en rad mindre markutbyten utefter gränsen. Efter Berlinmurens fall återställdes gatunätet i området.

## Kommunikationer
Området kan nås över den smala bron Parkbrücke söderifrån eller via Bundesstrasse 1, från Wannsee på Berlinsidan eller över Glienicker Brücke från centrala Potsdam.

## Kända invånare
Filosofen Alois Riehl ligger begravd på Klein Glienickes kyrkogård.